# Estação Du Collège
A Estação Du Collège é uma das estações do Metrô de Montreal, situada em Montreal, entre a Estação Côte-Vertu e a Estação De La Savane. Faz parte da Linha Laranja.
Foi inaugurada em 09 de janeiro de 1984. Localiza-se no cruzamento da Rua Du Collège com a Rua Ouimet. Atende o distrito de Saint-Laurent.